# Protaetia acutissima
Protaetia acutissima är en skalbaggsart som beskrevs av Mohnike 1871. Protaetia acutissima ingår i släktet Protaetia och familjen Cetoniidae. Inga underarter finns listade i Catalogue of Life.